# Koiravuoren metsät
Koiravuoren metsät este o arie protejată (arie specială de conservare — SAC, sit de importanță comunitară — SCI) din Finlanda întinsă pe o suprafață de 40 ha, integral pe uscat.

## Localizare
Centrul sitului Koiravuoren metsät este situat la coordonatele 61°47′58″N 27°32′27″E / 61.7994°N 27.5408°E.

## Înființare
Situl Koiravuoren metsät a fost declarat sit de importanță comunitară în august 1998 pentru a proteja 1 specie de animale. Situl a fost protejat și ca arie specială de conservare în aprilie 2015.

## Biodiversitate
Situată în ecoregiunea boreală, aria protejată conține 1 habitat natural: Taiga vestică.
La baza desemnării sitului se află o specie protejată de  mamifere: veveriță zburătoare siberiană (Pteromys volans).
Pe lângă speciile protejate, pe teritoriul sitului au mai fost identificate 3 specii de păsări, 1 specie de pești.